# Sottern
 Ikke at forveksle med Sottern (Uppland).
Sottern er med 28 km²  den næststørste sø i det svenske landskap Närke. Sottern, der gennemløbes af Nyköpingsån,  ligger  i Örebro- og  Hallsbergs kommuner  i en højde af 72 meter over havet. Sottern er den største af de søer som kun ligger i Närke.
59°2′N 15°29′Ø / 59.033°N 15.483°Ø